# Litusilvanae
Litusilvanae es un clado propuesto de aves, considerado hermano de Aequorlitornithes. Este clado comprende Gruimorphae (Charadriiformes y Gruiformes) y Strisores (Caprimulgiformes y el clado Vanescaves). Si bien diferentes líneas de evidencia, provenientes de la morfología molecular y del registro fósil, han encontrado apoyo en los clados Gruimorphae y Strisores, Wu et al. (2024) fue el primero en encontrar apoyo a esta novedosa relación de grupo hermano entre estos dos taxones.